# Monasterevin Abbey
Monasterevin Abbey (lateinisch Rosea Vallis; Rosglas, irisch Mainistir Eimhín) ist eine ehemalige Zisterziensermönchsabtei. Sie befindet sich in der Stadt Monasterevin im County Kildare der heutigen Republik Irland, an der Kreuzung des Grand Canal und des River Barrow.

## Geschichte
Das Kloster wurde zwischen 1178 (Gründungscharta) und 1189 (Ordenstafel) von Dermot O’Dempsey, dem König von Offaly, als Tochterkloster von Baltinglass Abbey auf dem Gelände einer dem Hl. Evin geweihten Abtei aus dem 6. Jahrhundert gegründet und gehörte damit der Filiation der Primarabtei Clairvaux an. Nach der Beendigung der Verschwörung von Mellifont wurde es 1227 dem Kloster Fountains unterstellt. Die Abtei, die im 14. Jahrhundert einen wirtschaftlichen Niedergang erlitt, wurde 1539 oder 1540 aufgelöst. Letzter Abt war Hugh O’Dempsey. Nach der Auflösung wurde das Klostergut auf George, Lord Audley, übertragen, der es Adam Loftus, Viscount Ely, überließ. Das Klostergelände wurde sodann von der Familie Moore, den Earls von Drogheda, erworben, unter denen die Stadt Monasterevin ausgebaut wurde. 1767 ließ der sechste Earl von Drogheda das Kloster abbrechen und eine neue, inzwischen durch eine andere ersetzte Kirche errichten. An die Stelle der Klostergebäude stellte er ein neugotisches, als Moore Abbey bekannt gewordenes Herrenhaus, das 1938 von den Sisters of Charity of Jesus erworben wurde, die dort eine Schwesternschule unterhalten.

## Bauten und Anlage
Von dem Kloster sind keine sichtbaren Reste erhalten. Jedoch ist noch ein Ordinale aus dem Jahr 1501 vorhanden, das sich in der Bodleian Library in Oxford befindet.